# منتخب قطر تحت 17 سنة لكرة القدم
منتخب قطر تحت 17 سنة لكرة القدم هو ممثل قطر الرسمي في المنافسات الدولية في كرة القدم في فئة كرة قدم تحت 17 سنة للرجال، يديريه الاتحاد القطري لكرة القدم.